# Za križen
Za križen (lokal kroatisk dialekt: Följa korset) är en nattlig religiös (romersk-katolsk) procession som årligen genomförs på skärtorsdagen på ön Hvar i Kroatien. Traditionen är flera århundraden gammal och sedan år 2009 är den upptagen på Unescos lista över mänsklighetens immateriella kulturarv.

## Beskrivning
Za križen-processionen startar årligen klockan 22 på skärtorsdagen genom att sex processioner samtidigt utgår från Jelsa, Pitve, Svirče, Vrbanj, Vrboska och Vrisnik. Processionerna rör sig i en 2,5 kilometer lång cirkel som går mellan de sex byarna. Efter drygt åtta timmars vandring sluter processionerna upp där de började. De sex processionerna är samordnade så att de aldrig möts. Deltagarna i processionstågen visar sin fromhet genom att stanna upp i varje stiftskyrka där den lokale prästen välsignar korsbäraren och uppmuntrar skaran till att sjunga Gospin plač (Fruns gråt).  
Samtliga processioner leds av en korsbärare. Att utses till korsbärare är en stor ära på ön och väntetiden till att få bära korset kan vara upp till tjugo år lång. Korsbäraren åtföljs av medhjälpare, två kandelaberbärare, två ledsångare och flera responderande som sjunger Gospin plač. Alla bär högtidsdräkt i formen av vita tunikor.
Processionen från Jelsa är den till antalet största och antalet pilgrimer överstiger vanligtvis 1 000 personer. Av de övriga processionerna är det endast den från Pitve som vanligtvis har mer än 100 deltagare. Processionen från Jelsa märker ut sig genom att korsbäraren traditionsenligt springer de sista hundra meterna innan målet.

## Bakgrund
Uppkomsten till processionen är knuten till Lilla korset (Sveti križić), ett krucifix som sedan år 1510 förvaras i Hvars katedral. Enligt uppgifter från stadens arkiv förvarades detta krucifix i Nikola Bevilaquas hus år 1510. Sedan osämja den 6 februari 1510 brutit ut mellan de ofrälse och adeln (se Hvarupproret) började korset blöda. Sedan dess vördas korset intensivt på Hvar. Den första skriftliga omnämnandet av processionen är dock från den 16 februari 1658. 